# Biography of a Bachelor Girl
Biography of a Bachelor Girl è un film del 1935 diretto da Edward H. Griffith. La sceneggiatura si basa sul lavoro teatrale Biography di S. N. Behrman andato in scena a Broadway al Guild Theatre il 12 dicembre 1932. La commedia, ambientata a New York, aveva come interprete Ina Claire.

## Trama
Un pittore suscita un polverone quando decide di scrivere le sue memorie, andando a cercare le sue vecchie fiamme.

## Produzione
Il film fu prodotto dalla MGM e venne girato in California, al Big Bear Lake e al Lake Arrowhead, nella San Bernardino National Forest (Contea di San Bernardino). Le riprese e la produzione del film durarono dal 2 agosto al 20 settembre 1934.

## Distribuzione
Il copyright del film, richiesto dalla Metro-Goldwyn-Mayer Corp., fu registrato il 26 dicembre 1934 con il numero LP5223.
Il film venne distribuito dalla MGM e dalla Loew's e uscì in sala il 4 gennaio 1935. Fa parte del catalogo video della Turner Entertainment.